# The Crucible of Man (Something Wicked Part 2)
 (mars 2023).
Si vous disposez d'ouvrages ou d'articles de référence ou si vous connaissez des sites web de qualité traitant du thème abordé ici, merci de compléter l'article en donnant les références utiles à sa vérifiabilité et en les liant à la section « Notes et références ».
Albums de Iced Earth
Framing Armageddon (Something Wicked Part 1)
(2007) Dystopia
(2011)
The Crucible of Man (Something Wicked Part 2) est le neuvième album studio du groupe de heavy metal Iced Earth sorti en 2008.

## Liste des titres
| 1.    | In Sacred Flames          | Jon Schaffer   | 1:29 |
| 2.    | Behold The Wicked Child   | Jon Schaffer   | 5:38 |
| 3.    | Minions Of The Watch      | Matthew Barlow | 2:06 |
| 4.    | The Revealing             | Jon Schaffer   | 2:40 |
| 5.    | A Gift Or A Curse         | Jon Schaffer   | 5:34 |
| 6.    | Crown Of The Fallen       | Jon Schaffer   | 2:48 |
| 7.    | The Dimensional Gauntlet  | Jon Schaffer   | 3:12 |
| 8.    | I Walk Alone              | Jon Schaffer   | 4:00 |
| 9.    | Harbinger Of Fate         | Jon Schaffer   | 4:43 |
| 10.   | Crucify The King          | Matthew Barlow | 5:36 |
| 11.   | Sacrificial Kingdoms      | Matthew Barlow | 3:58 |
| 12.   | Something Wicked (Part 3) | Matthew Barlow | 4:31 |
| 13.   | Divide And Devour         | Jon Schaffer   | 3:15 |
| 14.   | Come What May             | Jon Schaffer   | 7:24 |
| 15.   | Epilogue                  |                | 2:21 |
| 59:09 |                           |                |      |